# Suiza en los Juegos Olímpicos de Chamonix 1924
Suiza estuvo representada en los Juegos Olímpicos de Chamonix 1924 por un total de 30 deportistas que compitieron en 7 deportes.  

## Medallistas
El equipo olímpico suizo obtuvo las siguientes medallas:
| Nombre                                                         | Deporte            | Competición  |
| -------------------------------------------------------------- | ------------------ | ------------ |
| Oro                                                            |                    |              |
| Eduard Scherrer Alfred Neveu Alfred Schläppi Heinrich Schläppi | Bobsleigh          | Cuádruple M  |
| Alfred Aufdenblatten Anton Julen Alfons Julen Denis Vaucher    | Patrulla militar   | Equipo M     |
| Plata                                                          |                    |              |
| —                                                              |                    |              |
| Bronce                                                         |                    |              |
| Georges Gautschi                                               | Patinaje artístico | Individual M |